# Adolphe Acker
Pour les articles homonymes, voir Acker.
Adolphe Acker, né à Paris le 25 février 1913 et mort à Créteil  le 9 juillet 1976, est un écrivain surréaliste puis médecin généraliste français.

## Biographie
Militant trotskiste, Adolphe Acker rejoint le groupe surréaliste parisien en 1932 avec Henri Pastoureau.
En 1935, avec Georges Bataille, il participe à la création du groupe Contre-attaque, puis à la publication de Clé, organe de la Fédération internationale de l'art révolutionnaire indépendant (FIARI), mouvement fondé par André Breton et Léon Trotski en août 1938 à Mexico.
De 1941 à 1944, dans Paris occupé, il collabore au groupe clandestin La Main à plume sous le pseudonyme d'Adolphe Champ.
Adolphe Acker s'éloigne des surréalistes en 1951 et continue son activité de médecin généraliste.

## Publications
- Anonyme, "À Propos de Jacques Vaché", éd. La Main à plume, Paris, mai 1941.

- Sous le pseudonyme de Paul Chancel, "Après avoir, après lire", Transfusion du verbe, Éditions de la Main à plume, Paris, décembre 1941.

- Sous le pseudonyme de Paul Chancel, "L'Image émotionnelle", La Conquête du monde par l'image, Éditions de la Main à plume, Paris, juin 1942.

- Sous le pseudonyme de Paul Chancel, "Notre père", Le Surréalisme encore et toujours, Les Cahiers de poésie 4-5, Paris, août 1943.

- Sous le pseudonyme de Adolphe Champ, "Trajectoire de la liberté", Informations surréalistes, Éditions de la Main à plume, Paris, juin 1944.